# Великое национальное собрание Турции
Великое национальное собрание Турции (ВНСТ; тур. Türkiye Büyük Millet Meclisi) — высший однопалатный законодательный орган (парламент) Турецкой Республики, который зачастую называют просто меджлис (тур. Meclis). Был учреждён в Анкаре 23 апреля 1920 года в ходе греко-турецкой войны. В период с 1961 по 1982 годы парламент Турции был двухпалатным, верхней палатой являлся Сенат республики.

## История

### Создание
Великое национальное собрание Турции было созвано в апреле 1920 года с целью принятия конституции Турции, что и было сделано в январе 1921 года. Инициатором созыва нового представительного органа страны стал лидер национально-освободительного движения генерал Мустафа Кемаль.
28 января 1920 года в Константинополе вновь избранная палата депутатов, большинство в которой составили сторонники кемалистского движения, приняли «Декларацию независимости Турции», более известную как Национальный турецкий пакт, или Национальный обет. Территориальные вопросы в этом документе решались следующим образом: вопрос об арабских землях выносился на плебисцит их населения, а земли, населённые представителями турецкой нации, безусловно должны были остаться в составе Турции. Под территорией, населённой турецкой нацией, понималась вся территория современной Турецкой Республики, за исключением Западной Фракии и районов Карса, Ардагана и Батума, где предполагалось провести референдум о государственной принадлежности данных территорий.
В ответ на принятие Национального обета войска Антанты 16 марта 1920 года начали занимать ключевые здания Константинополя и арестовывать турецких националистов, которые потом были высланы на Мальту. 18 марта османский парламент выразил протест против этих действий и был разогнан.
19 марта находившийся в Анкаре Мустафа Кемаль-паша послал всем губернаторам провинций и военным командующим циркулярную телеграмму, в которой предложил им принять участие в «формировании ассамблеи, которая бы имела чрезвычайную власть в вопросах, связанных с управлением нацией»; султанское правительство, ставшее марионеткой интервентов, было полностью дискредитировано, альтернативой ему стало собравшееся в Анкаре (ВНСТ).

### До международного признания
Первое заседание ВНСТ открылось 23 апреля 1920 года.  Председателем парламента и главой правительства Великого Национального Собрания был избран Мустафа Кемаль. Поскольку тогда  новое правительство не признавалось ни одной из держав, 29 апреля Великое Национальное Собрание приняло закон, приговаривающий к смертной казни любого, кто усомнится в его легитимности. В ответ на это султанское правительство в Стамбуле 1 мая издало указ, приговаривающий к смерти Мустафу Кемаля и его сторонников.
26 апреля 1920 года Мустафа Кемаль обратился с просьбой о финансовой и военной помощи к правительству такой же непризнанной в тот момент республики — Советской России, и получил её, что сыграло решающую роль в защите Турецкой республики от захвата и раздела её территории оккупационными войсками Антанты.
В первом издании БСЭ (1936) сообщается о переписке между ВНСТ в лице Кемаля и советским правительством. Кемаль в  письме от 26 апреля 1920 года просил Советское правительство поддержать борьбу Турции против иностранной интервенции. После положительного ответа из Москвы Кемаль отправил телеграмму (29 ноября 1920),
где подтвердил своё согласие на немедленный обмен дипломатическими и консульскими представительствами. Кемаль написал в телеграмме о «„чувстве восхищения“, испытываемом турецким народом по отношению к русскому народу, который, не удовлетворившись тем, что разбил свои собственные цепи, ведет уже более двух лет беспримерную борьбу за освобождение всего мира.»
Первый межгосударственный договор Турецкая республика подписала с Советской Россией. При посредничестве Советской России также был заключён Карсский мирный договор, установивший границы Турции с закавказскими советскими республиками.
Правительство РСФСР выступило в 1922 году с предложением пригласить представителей правительства Кемаля на Генуэзскую конференцию, что означало для ВНСТ фактическое международное признание.

## Общие сведения
С момента создания созвано 28 созывов Национального Собрания. При Национальном собрании действует Библиотека Великого национального собрания Турции, основанная 28 сентября 1920 года.

## Устройство
600 депутатов парламента выбираются на пятилетний срок на всеобщих выборах пропорционально партийным спискам, а также в 85 избирательных округах.
Из-за численности населения Стамбул включает 3 избирательных округа, а Анкара и Измир — по 2 округа.
В парламенте представлены лишь партии, набравшие свыше 10 % голосов.

### Спикер
С 7 июня 2023 года спикером ВНСТ является Нуман Куртулмуш.

## Созывы
| №                                                                                | Период                            | Количество депутатов |
| -------------------------------------------------------------------------------- | --------------------------------- | -------------------- |
| I созыв                                                                          | 23 апреля 1920 — 16 апреля 1923   | 436                  |
| II созыв                                                                         | 11 августа 1923 — 26 июня 1927    | 333                  |
| III созыв                                                                        | 1 ноября 1927 — 26 марта 1931     | 335                  |
| IV созыв                                                                         | 4 мая 1931 — 23 декабря 1934      | 317                  |
| V созыв                                                                          | 1 марта 1935 — 27 декабря 1938    | 444                  |
| VI созыв                                                                         | 3 апреля 1939 — 15 января 1943    | 470                  |
| VII созыв                                                                        | 8 марта 1943 — 14 июня 1946       | 492                  |
| VIII созыв                                                                       | 5 августа 1946 — 24 марта 1950    | 503                  |
| IX созыв                                                                         | 22 мая 1950 — 12 марта 1954       | 492                  |
| X созыв                                                                          | 14 мая 1954 — 11 сентября 1957    | 537                  |
| XI созыв                                                                         | 1 ноября 1957 — 27 мая 1960       | 602                  |
| Учредительное собрание (Комитет национального единства + Палата представителей)  | 6 января 1961 — 25 октября 1961   | 38 + 272             |
| XII созыв                                                                        | 25 октября 1961 — 10 октября 1965 | 450                  |
| XIII созыв                                                                       | 22 октября 1965 — 12 октября 1969 | 450                  |
| XIV созыв                                                                        | 22 октября 1969 — 14 октября 1973 | 450                  |
| XV созыв                                                                         | 24 октября 1973 — 5 июня 1977     | 450                  |
| XVI созыв                                                                        | 13 июня 1977 — 12 сентября 1980   | 450                  |
| Учредительное собрание (Совет национальной безопасности + Консультативный Совет) | 23 октября 1981 — 6 декабря 1983  | 5 + 160              |
| XVII созыв                                                                       | 24 ноября 1983 — 16 октября 1987  | 400                  |
| XVIII созыв                                                                      | 14 декабря 1987 — 1 сентября 1991 | 450                  |
| XIX созыв                                                                        | 14 ноября 1991 — 4 декабря 1995   | 450                  |
| XX созыв                                                                         | 8 января 1996 — 25 марта 1999     | 550                  |
| XXI созыв                                                                        | 2 мая 1999 — 1 октября 2002       | 550                  |
| XXII созыв                                                                       | 14 ноября 2002 — 3 июня 2007      | 550                  |
| XXIII созыв                                                                      | 23 июля 2007 — 23 апреля 2011     | 550                  |
| XXIV созыв                                                                       | 28 июня 2011 — 23 апреля 2015     | 550                  |
| XXV созыв                                                                        | 23 июня 2015 — 1 октября 2015     | 550                  |
| XXVI созыв                                                                       | 17 ноября 2015 — 16 мая 2018      | 550                  |
| XXVII созыв                                                                      | 7 июля 2018 — 7 апреля 2023       | 600                  |
| XXVIII созыв                                                                     | со 2 июня 2023 по н.вр.           | 600                  |

## Состав
Парламент Турции XXVIII созыва действует со 2 июня 2023 года после ратификации результатов выборов, состоявшихся 14 мая 2023 года. Состав парламента XXVIII созыва показан ниже.
Правящая партия
- Партия справедливости и развития (264)

Поддерживающие правительство партии
- Партия националистического движения (50)
- HÜDA PAR[тур.] (4)
- Демократическая левая партия (4)

Оппозиция
- Республиканская народная партия (130)
- Альянс труда и свободы (65)
  -      Народная партия равенства и демократии (57)
  -      Рабочая партия Турции[тур.] (4)
  -      Демократическая партия регионов[тур.] (2)
  -      Партия труда[тур.] (2)
- Хорошая партия (43)
- Альянс Счастья и Будущего (20)
  -      Партия счастья[тур.] (10)
  -      Партия будущего[тур.] (10)
- Партия демократии и прогресса (15)
- Новая партия благоденствия[тур.] (5)
- Демократическая партия (3)